# Ras El Agba
Ras El Agba est une commune de la wilaya de Guelma en Algérie.